# Most čez Labo v Loschwitzu
Most čez Labo v Loschwitzu (Loschwitzer Brücke) je konzolni most čez reko Labo v Dresdnu, glavnem mestu Saške v Nemčiji. Povezuje mestni četrti Blasewitz in Loschwitz, dve bogati stanovanjski četrti, ki sta bili okoli leta 1900 med najdražjimi v Evropi. Stoji v bližini tirne vzpenjače Standseilbahn Dresden in najstarejše viseče železnice na svetu Schwebebahn Dresden, pa tudi v bližini dresdenskega televizijskega stolpa. Most se pogovorno imenuje Blaues Wunder (Modri čudež). To splošno ime se je domnevno nanašalo na prvotno modro barvo mostu in na to, da so ga takrat obravnavali kot tehnološki čudež; razume se tudi, da nosi cinično konotacijo, ki se nanaša na nemški idiom ein blaues Wunder erleben, kar pomeni »doživeti neprijetno presenečenje« (dobesedno: »doživeti modri čudež«), kar odraža skeptičen pogled sodobnih komentatorjev. V Wolgastu je tudi most, znan kot Blaues Wunder.
Gradnja je trajala dve leti in je bila dokončana leta 1893 s stroški 2,25 milijona goldmark (kar ustreza 16 milijonom € leta 2021) in poimenovan König-Albert-Brücke v čast kralja Alberta Saškega. V 19. stoletju je tako dolg most brez nosilnih rečnih stebrov veljal za tehnološko mojstrovino. Danes je tehnologija manj čudežna, vendar je most zelo priljubljen simbol mesta.
Prvotna cestnina za most se je končala med hiperinflacijo leta 1923. Proti koncu druge svetovne vojne je enota SS poskušala uničiti most, vendar ji je to preprečilo, ko sta dve osebi prerezali žice detonatorja. Ohranjena v prvotni konstrukciji in visoka starost strukture je v zadnjih letih povzročila nekatere prometne omejitve. Do odprtja mostu Waldschlösschen 26. avgusta 2013 je bil to edini most čez Labo vzhodno od središča mesta.
Okolico 19,3 km² travnikov Labe je Unesco leta 2004 razglasil za kulturno svetovno dediščino, vendar je naziv izgubil leta 2009 po izgradnji mostu Waldschlösschen, ki naj bi razbremenil zastoje na mostu pri Loschwitzu.

## Gradnja
Gradnja mostu se je začela z vkopom v temelj 1. aprila 1891 pod vodstvom Hansa Manfreda Krügerja. 28. aprila 1891 so se začela dela na sidru Loschwitz, steber Loschwitz je dobil temeljno ploščo sredi junija 1891 in je bil dokončan decembra 1891. Po delih na temeljnih ploščah sidrnih komor je bil postavljen Blasewitzev steber in zabita lesena podkonstrukcija.
Deli mostu iz kovanega železa (osnovno kovano železo, izdelano po Siemens-Martinovem postopku) so bili izdelani v König-Marien-Hütte v Cainsdorfu blizu Zwickaua in dostavljeni na oba bregova Labe z železnico in ladjo. Montaža železne konstrukcije se je začela oktobra 1891 in je trajala do konca oktobra 1892 (16. oktobra 1892 so bili zakovičeni venčni vzmetni sklepi), marca 1892 so postavili oder za železno konstrukcijo in od maja 1892 dejansko konstrukcijo. je bila postavljena na stebre. Dela na sidru Loschwitz so bila pred tem zaključena februarja 1892, marca 1892 tudi na sidru Blasewitz, sidrne komore so bile postavljene do junija 1892. Novembra 1892 je bila lupina mostu pripravljena, decembra 1892 pa je bila spodnja konstrukcija razstavljena. Končno je bila 20. decembra 1892 sprejeta odločitev, da smeta obe takratni tramvajski podjetji uporabljati most skupaj.
Z zmanjšanjem teže 3018 ton težke železne konstrukcije 7. aprila 1893 je bila gradnja objekta končana po manj kot dveh letih. Sledila je izgradnja cestišča, pešpoti in vstavljanje tračnic za tramvaj ter barvanje v nebeško (svetlo)modro barvo.
Slovesna inavguracija je bila 15. julija 1893. Prva proga električnega tramvaja v Dresdnu, ki je bila odprta le devet dni prej, je bila podaljšana od Schloßplatza do Schillerplatza čez most do Körnerplatza v Loschwitzu.